# Toxorhina maculipennis
Toxorhina maculipennis är en tvåvingeart som beskrevs av Alexander 1936. Toxorhina maculipennis ingår i släktet Toxorhina och familjen småharkrankar. Inga underarter finns listade i Catalogue of Life.